# Pietro Locatelli
Œuvres principales
- Opus 3 : L'arte del violino (1733)
- Opus 7 : 12 concertos grossos

Pietro Antonio Locatelli, né le 3 septembre 1695 à Bergame et mort le 30 mars 1764 à Amsterdam, est un violoniste virtuose et compositeur italien de musique baroque, « l'un des plus grands violonistes de son temps ».

## Biographie

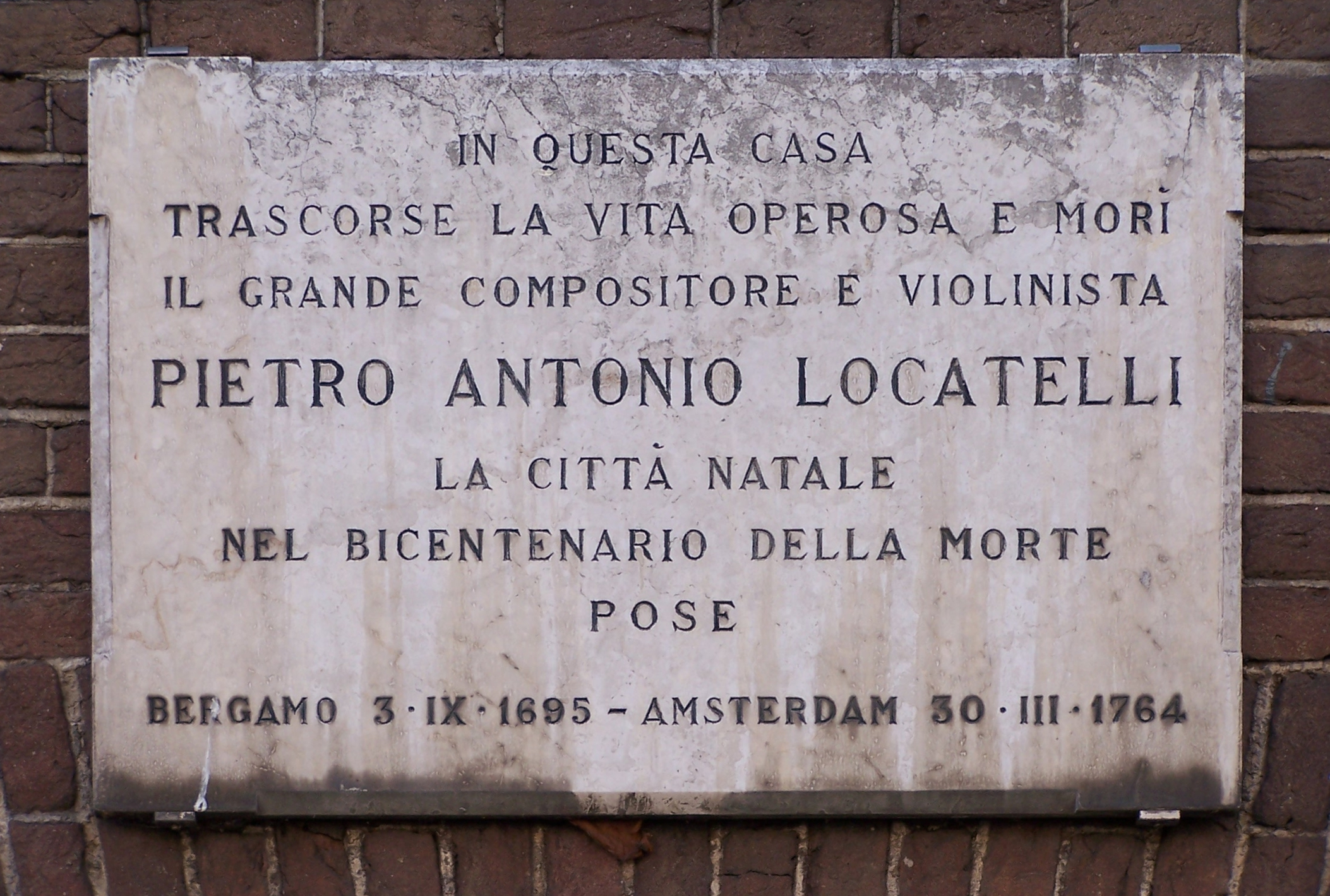
Plaque commémorative à Amsterdam -
Traduction : « C'est dans cette maison que vécut, travailla et mourut le grand compositeur Pietro Antonio Locatelli. Cette plaque fut posée au bicentenaire de sa mort par sa ville natale ».

Il est l'élève de Corelli à Rome, où il vit une dizaine d'années, jusqu'en 1714 tout au moins. Après avoir exercé son talent dans plusieurs villes européennes, entre autres à Venise, à Berlin et à Cassel, au service de princes allemands, Locatelli s'établit définitivement à Amsterdam dès 1729 et y fonde une école pour les instruments à cordes. C'est à celle-ci qu'il confie les premières exécutions de ses œuvres.
Il a surtout composé pour le violon, encore qu'il semble avoir été aussi flûtiste. Son œuvre la plus importante est L'arte del violino, opus 3, qui rassemble 12 concertos et 24 capriccios, des pièces de virtuosité qui pouvaient servir de cadence prolongée et qui sont de nos jours souvent jouées de façon indépendante.
Il a également composé des sonates pour violon, 12 concerti grossi à 4 et 5 avec fugues (1721), un recueil de sonates pour flûte, opus 2, et diverses introductions scéniques. Pour Quantz, les sonates pour flûte de Locatelli possèdent un style tout en douceur et galanterie , en plus de témoigner d'un art parfaitement maîtrisé de cet instrument, notamment dans la précision des articulations distinguant les coups de langue, le legato, le staccato et le mezzo-staccato (« staccato allongé d'une demi-valeur environ »).
Son style qui, au départ, s'inspire de Corelli, évoque ensuite davantage celui de Vivaldi. Au violon, sa technique en fait l'un des plus importants praticiens de cet instrument au XVIIIe siècle avec Tartini et un précurseur de Paganini. De là, sans doute, ce mot de Diderot dans Le Neveu de Rameau (1762) : « Celui qui, le premier, joua les œuvres de Locatelli fut l'apôtre de la nouvelle musique ».

## Œuvres
- Opus 1 : 12 concertos grossos fortement influencés par Arcangelo Corelli ;
- Opus 2 : 12 sonates pour flûte traversière (Amsterdam 1732 ; 2e éd. 1733 ; Walsh, Londres c. 1737) ;
- Opus 3 : L'arte del violino, probablement son œuvre la plus significative, recueil de 12 concertos pour violon comportant 24 capriccios de haute virtuosité (1723-27 et publié en 1733) ;
- Opus 4 : 6 Introduttione Teatrali et 6 Concertos (1735) ;
- Opus 5 : 5 sonates en trio, publiées en 1746 par le compositeur lui-même : elles furent dédiées au secrétaire de la ville d'Amsterdam, son élève et bienfaiteur M. Leveston ;
- Opus 6 : 12 sonates pour le violon ;
- Opus 7 : 12 concertos grossos ;
- Opus 8 : 6 sonates pour le violon et 6 sonates en trio ;
- Sonates pour violoncelle, flûte, violon.

## Enregistrements
- 12 sonates pour flûte, op. 2 - Stephen Preston, flûte ; Nicholas McGegan, 2e flûte ; Anthony Pleeth, violoncelle ; Christopher Hogwood, clavecin (octobre 1978, 2CD Decca/L'Oiseau-Lyre 436 191-2)[3]
- L'arte del violino, op. 3 - Ensemble Violini Capricciosi & Igor Ruhadze, 2013
- L'arte del violino, op. 3 (12 Concertos pour violon avec 24 Capricci) - violon et direction : Luca Fanfoni, 2002
- L'arte del violino, op.3, concerti 1, 2, 10, 11, Giuliano Carmignola, violon, Orchestre baroque de Venise, dir. Andrea Marcon, Sony Classical, 2002
- 24 caprices pour violon seul, op. 3 - Emmanuele Baldini, 1998
- L'arte del violino, op. 3 - Elizabeth Wallfisch, violon ; dir. Nicholas Kraemer, 1994
- 24 Caprices, op. 3 - Gabriel Tchalik, violon (mars/mai 2013, Evidence Classics EVCD002) (OCLC 999746028)
- L'arte del violino, op. 3 - Lisa Jacobs, violon, The String Soloists, 2016, COBRA 0054
- Concerti a quattro op. 7 - Gilbert Bezzina , Ensemble Baroque de Nice (ADDA 1989)
- Il virtuoa, il poeta, Concerto pour violons, Isabelle Faust, Il Giardino Armonico, Giovanni Antonini (Harmonia Mundi, 2023)
- Concerto grosso F-Dur op.7/12 - Kammerorchester Berlin - Helmut Koch (Berlin Classics 2009) (Le numéro d'opus correct est Op. 4/12, voir p. 66, Albert Durring, Pietro Antonio Locatelli Der Virtuose und seine Welt; Buren, 1981)

## Honneur
L'astéroïde (10874) Locatelli porte son nom.